# La Mort des bois
La Mort des bois est un roman policier français de Brigitte Aubert paru pour la première fois en 1996, en édition broché chez Seuil. Il est paru en format poche chez Points en 1998. Le livre a été réédité en 2008.

## Résumé
La narratrice s'appelle Élise, est tétraplégique depuis un attentat terroriste à Belfast dans lequel elle a perdu Benoit, son fiancé. Elle est aveugle, muette et n'a aucun moyen pour communiquer avec son entourage. Un jour elle rencontre Virginie, une étrange petite fillette qui prétend connaître " la mort des bois ", un tueur d'enfants qui sévit dans la région. Elle se doit de démasquer le coupable avant qu'il ne tue encore. Impuissante, recevant les confidences de chacun, Élise se retrouve mêlée à des événements dramatiques qu'elle raconte avec un humour noir.

## Prix
En 1997, il obtient le Grand prix de littérature policière ainsi que le prix du magazine Elle.

## Retours des médias
" Brigitte Aubert sait mêler avec subtilité le conte cruel et le roman noir. ", L'Express

## Suites
En 2000, parait une première suite La mort des neiges. Élise ayant subi une nouvelle opération part se reposer à la montagne, elle reçoit de Brigitte Aubert un courrier d'un certain D. Vore. « Seuil policiers », 290 p.  (ISBN 978-2-02-041573-6), (BNF 37186998)
En 2015, Brigitte Aubert termine sa trilogie par La Mort au Festival de Cannes, « Seuil policiers », 272 p.  (ISBN 978-2-02-121829-9), (BNF 44326861)